# Jess Thomas
Jess Floyd Thomas (ur. 4 lipca 1927 w Hot Springs w stanie Dakota Południowa, zm. 11 października 1993 w San Francisco) – amerykański śpiewak operowy, tenor.

## Życiorys
Ukończył studia psychologiczne na University of Nebraska i Stanford University. Śpiewu uczył się u Otto Schulmana. Zadebiutował na scenie w 1957 roku w operze w San Francisco jako Ochmistrz w Kawalerze srebrnej róży Richarda Straussa. W latach 1958–1961 występował w operze w Karlsruhe. W 1960 roku wystąpił na festiwalu operowym w Monachium jako Bachus w Ariadnie na Naksos Richarda Straussa. W latach 1961–1969 i 1976 śpiewał na festiwalu w Bayreuth. W 1963 roku kreował rolę Cesarza w Kobiecie bez cienia Richarda Straussa na przedstawieniu uświetniającym otwarcie odbudowanego ze zniszczeń wojennych budynku Bayerische Staatsoper w Monachium. W 1962 roku debiutował na deskach Metropolitan Opera w Nowym Jorku jako Walter w Śpiewakach norymberskich Richarda Wagnera. W 1966 roku wziął udział w prapremierze Antoniusza i Kleopatry Samuela Barbera podczas uroczystości otwarcia nowego gmachu Lincoln Center w Nowym Jorku. Występował w Operze Wiedeńskiej (od 1965) i Deutsche Oper Berlin (od 1969). W 1982 roku tytułową rolą w Parsifalu w Metropolitan Opera zakończył karierę sceniczną.
Zasłynął przede wszystkim jako interpretator ról bohaterskich w operach Richarda Wagnera. Monachijska Bayerische Staatsoper przyznała mu tytuł Kammersänger. Wspólnie z T.S. Judmannem opublikował swoją autobiografię Kein Schwert verhiess mir der Vater. Das Opernbuch meines Leben (Wiedeń 1986).